# Biddu (muzyk)
Biddu Appaiah (ur. 8 lutego 1945 w Bengaluru w Indiach) – hindusko-brytyjski kompozytor i producent muzyczny, znany m.in. z piosenki disco „Kung Fu Fighting”. Jeden z pionierów disco i Euro disco. Sprzedał na świecie miliony płyt.
Stał się rozpoznawalny po wydaniu piosenki „Kung Fu Fighting”, nagranej przez Carla Douglasa w 1974 roku, którą wydano w milionach egzenplarzy. Popularną piosenką, wyprodukowaną przez Biddu, została „I Love to Love (But My Baby Loves to Dance)” śpiewana przez Brytyjkę Tinę Charles.